# Ster bij Gelegenheid van de 200e stichtingsdag van de Kraton van Surakarta
De Ster bij Gelegenheid van de 200e stichtingsdag van de Kraton van Surakarta (Bintang 200 Tahun Kraton Surakarta) is een van de onderscheidingen die door de zelfregerende Soesoehoenan van Surakarta werden ingesteld. De kraton was in 1740 met veel vertoon verhuisd. Een dergelijke verhuizing is een bijzonder gebeuren omdat de Javanen aan de kraton bijzondere mystieke eigenschappen toekennen. 
In 1740 zou de Kraton van plaats verhuisd zijn en volgens de overlevering werden de afgezanten van Paku Buwono II door de "hemelschone en machtige Godin" Ratu Kidul of Nyai Loro Kidul naar de huidige plek geleid. De Javaanse vorsten werden in de 16e en 17e eeuw mohammedaan maar het volk bleef nog lang hindoe. De tradities van het hindoeïsme en het Javaanse volksgeloof bleven nog lang een rol spelen. Daarom was het ingrijpen van een godin nodig om zo'n grote stap als de verhuizing van de als een heilige ruimte ervaren kraton te legitimeren.
Toen de nieuwe Kraton van Surakarta 200 jaar bestond werd door Pakoeboewono XI van Surakarta een onderscheiding ingesteld om deze feestdag op 7 maart 1940 in herinnering te houden.
Deze sterren werden in goud en zilver uitgereikt.